# Baby Action
A Baby Action (a borító írásmódja szerint BABY ACTION) a Scandal japán együttes harmadik stúdióalbuma, mely 2011. augusztus 10-én jelent meg. A Baby Action első kislemeze Scandal nanka buttobasze címen jelent meg 2010. október 6-án. A soron következő kislemezek a Pride (2011. február 9.), a Haruka (április 20.) és a Love Survive (július 27.) lettek.
Az album népszerűsítésére Scandal Asia Tour 2011 „Baby Action” néven tartottak egy ázsiai, míg Scandal Virgin Hall Tour 2011 „Baby Action” néven egy szigetországbéli koncertkörutat. Előbbi összefoglalója 2012. március 7-én fog megjelenni a Scandal Show válogatásalbumon.
A korong a negyedik helyen mutatkozott be az Oricon slágerlistáján a 37 803 eladott példányával. A lemezből összesen 55 664 példány kelt el Japánban, ezzel a 2011-es év százhuszonharmadik legsikeresebb nagylemeze lett. A Billboard Japan Top Albums listáján a negyedik helyezést érte el. Az első három nagylemezük is az Oricon eladási listájának legjobb öt helyének valamelyikén debütált, s erre legutóbb a csak nőkből álló együttesek közül a Pink Sapphire volt képes 1991-ben.

## Megjelenése a médiában
Az album második kislemeze, a Pride Star Driver: Kagajaki no Takuto című animesorozat második záródalaként volt hallható. A Haruka Japán első egész estés háromdimenziós animációsfilmjének, a Tofu Kozónak volt a főcímdala, a Burn a Rabbit Horror 3D horrorfilm főcímdala, míg a One Piece a Kjusu Aszahi Broadcasting televíziós csatorna által közvetített 2011-es középiskolai baseball bajnokság dalaként volt hallható.

## Számlista
| CD (ESCL-3494/ESCL-3490/ESCL-3492) | CD (ESCL-3494/ESCL-3490/ESCL-3492)                                           | CD (ESCL-3494/ESCL-3490/ESCL-3492) | CD (ESCL-3494/ESCL-3490/ESCL-3492) | CD (ESCL-3494/ESCL-3490/ESCL-3492) | CD (ESCL-3494/ESCL-3490/ESCL-3492) | CD (ESCL-3494/ESCL-3490/ESCL-3492) | CD (ESCL-3494/ESCL-3490/ESCL-3492) | CD (ESCL-3494/ESCL-3490/ESCL-3492) | CD (ESCL-3494/ESCL-3490/ESCL-3492) |
| #                                  | Cím                                                                          | Dalszöveg                          | Zene                               | Hangszerelő                        | Hossz                              |                                    |                                    |                                    |                                    |
| ---------------------------------- | ---------------------------------------------------------------------------- | ---------------------------------- | ---------------------------------- | ---------------------------------- | ---------------------------------- | ---------------------------------- | ---------------------------------- | ---------------------------------- | ---------------------------------- |
| 1.                                 | Glamorous You                                                                | Mami, Tanaka Hidenori              | Tanaka Hidenori                    | Kavagucsi Keita                    | 4:06                               |                                    |                                    |                                    |                                    |
| 2.                                 | Szono toki, szekai va kimi darake no Rain (その時、世界はキミだらけのレイン) | Szutó Hiszasi                      | Aida Sigekazu                      | Aida Sigekazu                      | 3:10                               |                                    |                                    |                                    |                                    |
| 3.                                 | Love Survive                                                                 | Haruna, Tanaka Hidenori            | Tanaka Hidenori                    | Acusi                              | 3:40                               |                                    |                                    |                                    |                                    |
| 4.                                 | Sparkling                                                                    | Tomomi, Tanaka Hidenori            | Tanaka Hidenori                    | Acusi                              | 3:49                               |                                    |                                    |                                    |                                    |
| 5.                                 | Burn                                                                         | Rina, Inui Hirosi                  | Inui Hirosi                        | Youtorilon                         | 5:19                               |                                    |                                    |                                    |                                    |
| 6.                                 | Appletacsi no dengon (アップルたちの伝言)                                    | Tomomi                             | Tadzsika Juicsi                    | Kavagucsi Keita                    | 4:18                               |                                    |                                    |                                    |                                    |
| 7.                                 | Tokió Skyscraper (東京スカイスクレイパー)                                    | Rina, Hideka Toru                  | Hideka Toru                        | Hideka Toru                        | 4:35                               |                                    |                                    |                                    |                                    |
| 8.                                 | Pride                                                                        | Haruna, Tanaka Hidenori            | Tanaka Hidenori                    | Kavagucsi Keita                    | 4:31                               |                                    |                                    |                                    |                                    |
| 9.                                 | Haruka (ハルカ)                                                              | Haruna, Tanaka Hidenori            | Tanaka Hidenori                    | Kavagucsi Keita                    | 5:05                               |                                    |                                    |                                    |                                    |
| 10.                                | Scandal nanka buttobasze (スキャンダルなんかブッ飛ばせ)                      | Aki Jóko                           | Uzaki Rjúdó                        | Fudzsii Takesi                     | 3:25                               |                                    |                                    |                                    |                                    |
| 11.                                | Very Special                                                                 | Tomomi, Rina                       | Rina                               | Kavagucsi Keita, Scandal           | 4:44                               |                                    |                                    |                                    |                                    |
| 12.                                | One Piece                                                                    | Rina, Tadzsika Juicsi              | Tadzsika Juicsi                    | The Company                        | 5:54                               |                                    |                                    |                                    |                                    |
| 52:52                              |                                                                              |                                    |                                    |                                    |                                    |                                    |                                    |                                    |                                    |

| 1. | Scandal no Theme Music Video (「SCANDALのテーマ」MUSIC VIDEO)                                                                      |  |
| 2. | The Dreamer Candid daiszakuszen: Scandal Live Tour 2011 Dreamer (「ザ・ドッキリドリーマー大作戦 -SCANDAL LIVE TOUR 2011 Dreamer」) |  |

## Közreműködők
| Scandal - Haruna – vezető vokál, ritmusgitár - Mami – szólógitár, háttérének - Tomomi – basszusgitár, vezető vokál - Rina – dobok, háttérének Közreműködő zenészek - Sae (By Bye Boy) – szaxofon (tenor és alt) az Appletacsi no Dengon című számon - Szekigucsi Tomomi – trombita az Appletacsi no Dengon című számon - r.u.ko (The Beaches) – billentyűs hangszerek a Tokió Skyscraper című számon Csomagolás - Takao Júdzsi (高尾裕司) – művészeti vezető (Kannana Graphic) - Kira Sintaró (吉良進太郎) – designer (Kannana Graphic) | Produkciós csapat - Óhira Taicsi (大平太一) – hangmérnök (Kitty Inc.) - Ogava Akito (小川朗人) – A&R vezető (Epic/amac music) - Kisimoto Suinicsi (岸本俊一) – A&R producer (Epic/amac music) - Kobajasi Kazujuki (小林和之) – executive producer (Epic/amac music) - Kazusi Kunio (一志訓夫) – executive producer (Epic/amac music) - Taga Tóru (多賀徹) – executive producer (Kitty Inc) Manedzsment - Taga Eiszuke (多賀英助) – manager, executive producer (Kitty Inc) |

## Megjelenések
| Régió                     | Dátum               | Formátum               | Kiadó | Katalógusszám                                         |
| ------------------------- | ------------------- | ---------------------- | ----- | ----------------------------------------------------- |
| Hongkong                  | 2011. augusztus 10. | CD, digitális letöltés | Epic  | 88697945922 (CD) 88697951042 (CD+DVD)                 |
| Japán                     | 2011. augusztus 10. | CD, digitális letöltés | Epic  | ESCL–3743 (CD+PB) ESCL–3744/5 (CD+DVD) ESCL–3746 (CD) |
| Japán                     | 2011. augusztus 27. | Kölcsönzői CD          | Epic  | ESCL–3746 (CD)                                        |
| Tajvan                    | 2011. augusztus 12. | CD, digitális letöltés | Epic  | 88697945922 (CD)                                      |
| Dél-Korea                 | 2011. augusztus 16. | CD, digitális letöltés | Epic  | S50328C (CD)                                          |
| Thaiföld                  | 2011. augusztus 17. | CD, digitális letöltés | Epic  | 88697945922 (CD)                                      |
| Szingapúr                 | 2011 augusztus      | CD, digitális letöltés | Epic  | 88697945922 (CD)                                      |
| Argentína                 | 2012.               | digitális letöltés     | Epic  | nincs                                                 |
| Amerikai Egyesült Államok | 2012.               | digitális letöltés     | Epic  | nincs                                                 |
| Ausztrália                | 2012.               | digitális letöltés     | Epic  | nincs                                                 |
| Brazília                  | 2012.               | digitális letöltés     | Epic  | nincs                                                 |
| Chile                     | 2012.               | digitális letöltés     | Epic  | nincs                                                 |
| Kanada                    | 2012.               | digitális letöltés     | Epic  | nincs                                                 |
| Kolumbia                  | 2012.               | digitális letöltés     | Epic  | nincs                                                 |
| Peru                      | 2012.               | digitális letöltés     | Epic  | nincs                                                 |
| Új-Zéland                 | 2012.               | digitális letöltés     | Epic  | nincs                                                 |